# Füttersee
Füttersee  (fränkisch: Fiddaschi) ist ein Gemeindeteil des Marktes Geiselwind im unterfränkischen Landkreis Kitzingen.

## Gegrafie

### Gemarkung
Die Gemarkung Füttersee hat eine Fläche von 4,464 km². Sie ist in 515 Flurstücke aufgeteilt, die eine durchschnittliche Fläche von 8667,20 m² haben. In der Gemarkung liegen neben dem namensgebenden Ort die Wüstungen Effeltrich und Hundsrangen. Das Dorf Effeltrich wurde im 14. Jahrhundert verlassen, heute erinnert nur noch die Flurlage Effelter Berg an die Siedlung. Die Hammermühle war lange Zeit der letzte bauliche Überrest dieses Dorfes. 

### Lage
Das Kirchdorf liegt an der Reichen Ebrach. Im Osten grenzt der bewaldete Steilhang des Wachbergs (424 m ü. NHN) an, eines Höhenzuges des Steigerwaldes. Im Westen grenzt flachhügeliges Acker- und Grünland an. Die Staatsstraße 2258 führt nach Großbirkach (2,1 km nördlich) bzw. zum Gewerbegebiet Inno-Park Ost und mündet dort nach einem Kreisverkehr in die Staatsstraße 2260 (1,2 km südlich). Die Kreisstraße KT 47/BA 7 führt nach Kleinbirkach (1,7 km nordwestlich) bzw. nach Ilmenau (1,7 km nordöstlich). Eine Gemeindeverbindungsstraße führt nach Geiselwind zur St 2260 (2 km südwestlich).

## Geschichte

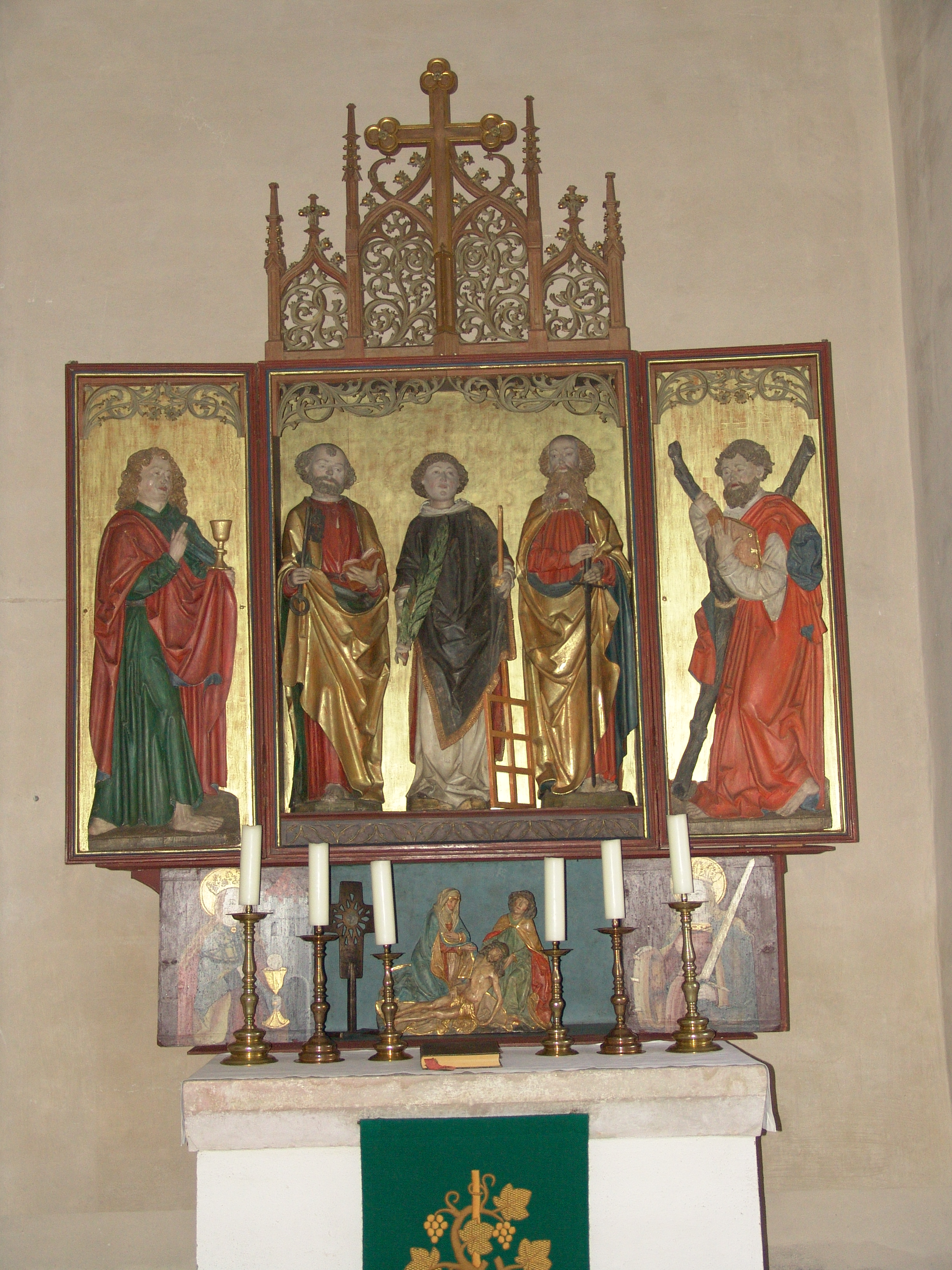
Der gotische Altar in der Kirche

Der Ort wurde im Jahr 1158 als „Futersee“ erstmals urkundlich erwähnt. Der Ortsname verweist auf die natürlichen Begebenheiten in der Umgebung des Dorfes. Das Grundwort -see geht auf das mittelhochdeutsche Wort sē zurück, was Weiher oder Teich bedeutet. Wahrscheinlich entstand dort ein großer Stausee an der Reichen Ebrach, in dem die Mönche von Kloster Münchaurach die Fische züchteten, die während der Fastenzeit verbraucht wurden. Das Dorf lag also am „Weiher, in dem Fische gemästet werden“.
Ursprünglich war Füttersee – als einer der Besitzungen des Klosters Münchaurach – unter den persönlichen Schutz von Kaiser Friedrich Barbarossa gestellt. Das Kloster gehörte damals zur Herrschaft der Grafen zu Castell. 1287 veräußerte Graf Heinrich II. zu Castell einige Güter in „Fůterse“, Bischwind und Traustadt. Neben den Grafen war auch das Kollegiatstift Haug aus Würzburg im Ort begütert. Nachdem im 14. Jahrhundert Graf Hermann II. den Anteil seines Hauses am Dorf an das Kloster Ebrach verkauft hatte, wurde Füttersee 1311 endgültig ein Teil des Zisterzienserklosters im Steigerwald. 1311 verkaufte auch das Stift Haug seinen Anteil an „Wůsthenfuterse“. Das Bestimmungswort Wůsthen- deutet wohl auf einen verlassenen Ausbauort in der Nähe des Dorfes hin. Das Kloster wandelte seinen neuerworbenen Besitz wahrscheinlich in eine Kurie um. Im Jahr 1340 tauchte das Dorf im Urbar der Abtei auf.
Eine Urkunde aus dem Jahr 1407 beschreibt die Begebenheiten in „Futerse villa“ (Füttersee, das Dorf). Es bestanden unter anderem achteinhalb Mansen und eine Mühle. Die Wüstung in der Nähe war zur Kurie geworden. Noch 1504 unterschied man „Dorffüterse“ von „Hochfüterse“. Im Dorf hatten nun auch die Herren von Vestenberg zwei Güter. Nach 1592 war das Dorf ein Teil des Klosteramtes Burghaslach. Die Kurie wurde nur noch Hoch oder Hof genannt.
Zu Beginn des 16. Jahrhunderts, 1527, war Füttersee evangelisch geworden. Ein Prediger aus Burghaslach wurde als neuer Pfarrer berufen. Nun verlor auch das Ebracher Kloster seinen Einfluss über die Siedlung. So sind 1582 die Brüder von Rosenberg zu Haltenbergstetten mit dem Zehnten in „Futtersehe“ nachgewiesen. Im Jahr 1653 erwarben die Kartäusermönche aus Ilmbach den halben Zehnten über das Dorf, das zeitweise auch „Futershain“ genannt wurde. Nach 1681 war spätestens die Identität der Kurie und ihre ehemalige Zugehörigkeit zum Dorf vergessen. Heute ist Hof ein Gemeindeteil der Gemeinde Ebrach. „Füttersehe“ tauchte nochmals in einer Ebracher Güterbeschreibung des Jahres 1692 auf. Im Jahr 1791 wurde der Ort als „Vitterse“ erwähnt.
Im Rahmen des Gemeindeedikts (frühes 19. Jahrhundert) wurde der Steuerdistrikt und die Ruralgemeinde Füttersee gebildet, zu der Hammermühle gehörte. Sie unterstand in Verwaltung und Gerichtsbarkeit dem Landgericht Burgebrach. Am 20. Februar 1823 wurde die Gemeinde an das Landgericht Markt Bibart abgegeben. 1852 kam sie an das neu gebildete Landgericht Scheinfeld. Ab 1862 gehörte Füttersee zum neu geschaffenen Bezirksamt Scheinfeld (1939 in Landkreis Scheinfeld umbenannt). In der Finanzverwaltung war das Rentamt Iphofen zuständig, ab 1879 das Rentamt Markt Bibart (1919 in Finanzamt Markt Bibart umbenannt), seit 1929 ist es das Finanzamt Kitzingen. Die Gerichtsbarkeit blieb beim Landgericht Scheinfeld, mit dessen Auflösung übernahm diese 1879 das Amtsgericht Scheinfeld. Etwa 1950 wurde auf dem Gemeindegebiet der Gemeindeteil Hundsrangen gegründet. Die Gemeinde Füttersee hatte 1964 eine Gebietsfläche von 4,463 km². Am 1. Januar 1972 wurde sie im Rahmen der Gebietsreform in Bayern nach Geiselwind eingegliedert.

### Einwohnerentwicklung
Gemeinde Füttersee
| Jahr      | 1818  | 1840   | 1852   | 1855   | 1861   | 1867   | 1871   | 1875   | 1880   | 1885   | 1890   | 1895   | 1900   | 1905   | 1910   | 1919   | 1925   | 1933   | 1939   | 1946   | 1950   | 1952   | 1961   | 1970   |
| Einwohner | 117   | 159    | 183    | 184    | 173    | 188    | 188    | 185    | 172    | 162    | 161    | 177    | 189    | 187    | 181    | 164    | 163    | 176    | 167    | 246    | 197    | 186    | 164    | 191    |
| Häuser    |       | 21     |        |        |        |        | 28     |        |        | 26     | 27     |        | 26     |        |        |        | 26     |        |        |        | 28     |        | 30     |        |
| Quelle    | [ 8 ] | [ 16 ] | [ 17 ] | [ 17 ] | [ 18 ] | [ 19 ] | [ 20 ] | [ 21 ] | [ 22 ] | [ 23 ] | [ 24 ] | [ 17 ] | [ 25 ] | [ 17 ] | [ 26 ] | [ 17 ] | [ 27 ] | [ 17 ] | [ 17 ] | [ 17 ] | [ 11 ] | [ 17 ] | [ 12 ] | [ 28 ] |

Ort Füttersee
| Jahr      | 001818 | 001840 | 001861 | 001871 | 001885 | 001900 | 001925 | 001950 | 001961 | 001970 | 001987 |
| Einwohner | 117    | 153    | 162    | 179    | 157    | 182    | 155    | 188    | 161    | 189    | 159    |
| Häuser    |        | 20     |        |        | 25     | 24     | 24     | 26     | 29     |        | 42     |
| Quelle    | [ 8 ]  | [ 16 ] | [ 18 ] | [ 20 ] | [ 23 ] | [ 25 ] | [ 27 ] | [ 11 ] | [ 12 ] | [ 28 ] | [ 29 ] |

### „Ebracher Knast-Camp“
Im Jahr 1969 war Füttersee einer der Schauplätze des sogenannten „Ebracher Knast-Camps“. Anlass war die Inhaftierung des 22-jährigen Münchner Studenten und SDS-Mitglieds Reinhard Wetter, der wegen Aufruhrs und Landfriedensbruchs zu 9 Monaten Gefängnisstrafe verurteilt worden war und im Frühjahr 1969 in die JVA Ebrach verlegt wurde. Bereits am 10. Mai 1969 kamen nach einem Aufruf von Fritz Teufel, dessen Münchner Mitbewohner Reinhard Wetter war, etwa 80 Menschen zur „Knast-Kampagne“ nach Ebrach, um Reinhard Wetter mit Holzbohlen und Rammböcken symbolisch aus der Justizvollzugsanstalt zu befreien. In der Woche vom 15. bis zum 19. Juli 1969 folgten weitere Aktionen. Am 15. Juli bezogen viele der Aktivisten eine Wiese in der Fütterseer Gemarkung, der Besitzer hatte ihnen erlaubt hier zu campen. Die Wiese blieb auch in den folgenden Tagen Ausgangspunkt für verschiedene Fahrten, die die Gruppe unter anderem nach Bamberg führten. Durch die Aussagen konservativer Politiker wurde die örtliche Bevölkerung gegen die Aktivisten aufgestachelt. Es kam zu gewaltsamen Auseinandersetzungen und Demonstrationen, die schließlich am 19. Juli von der Polizei aufgelöst wurden.

## Kultur und Sehenswürdigkeiten

### Baudenkmäler
In Füttersee gibt es acht Baudenkmäler:
- Die evangelische Pfarrkirche des Ortes ist dem heiligen Laurentius geweiht. Ursprünglich stammt das Gebäude aus dem 14. Jahrhundert, bereits im 15. Jahrhundert wurden Veränderungen am Langhaus vorgenommen. Ältestes Ausstattungselement ist der Flügelaltar des Jahres 1510, der mit dem in der Abtswinder Pfarrkirche vergleichbar ist. Die Kanzel kam nach einem weiteren Umbau im Jahr 1709 in das Gotteshaus.[31]
- Neben mehreren fränkischen Bauernhäusern gibt es in Füttersee noch einige Hoftorpfosten des 19. Jahrhunderts. Die ehemalige Schule ist ein eingeschossiger Walmdachbau aus dem Jahr 1796. Ein spätmittelalterliches Steinkreuz steht in der Flur um den Ort.

### Naturdenkmal

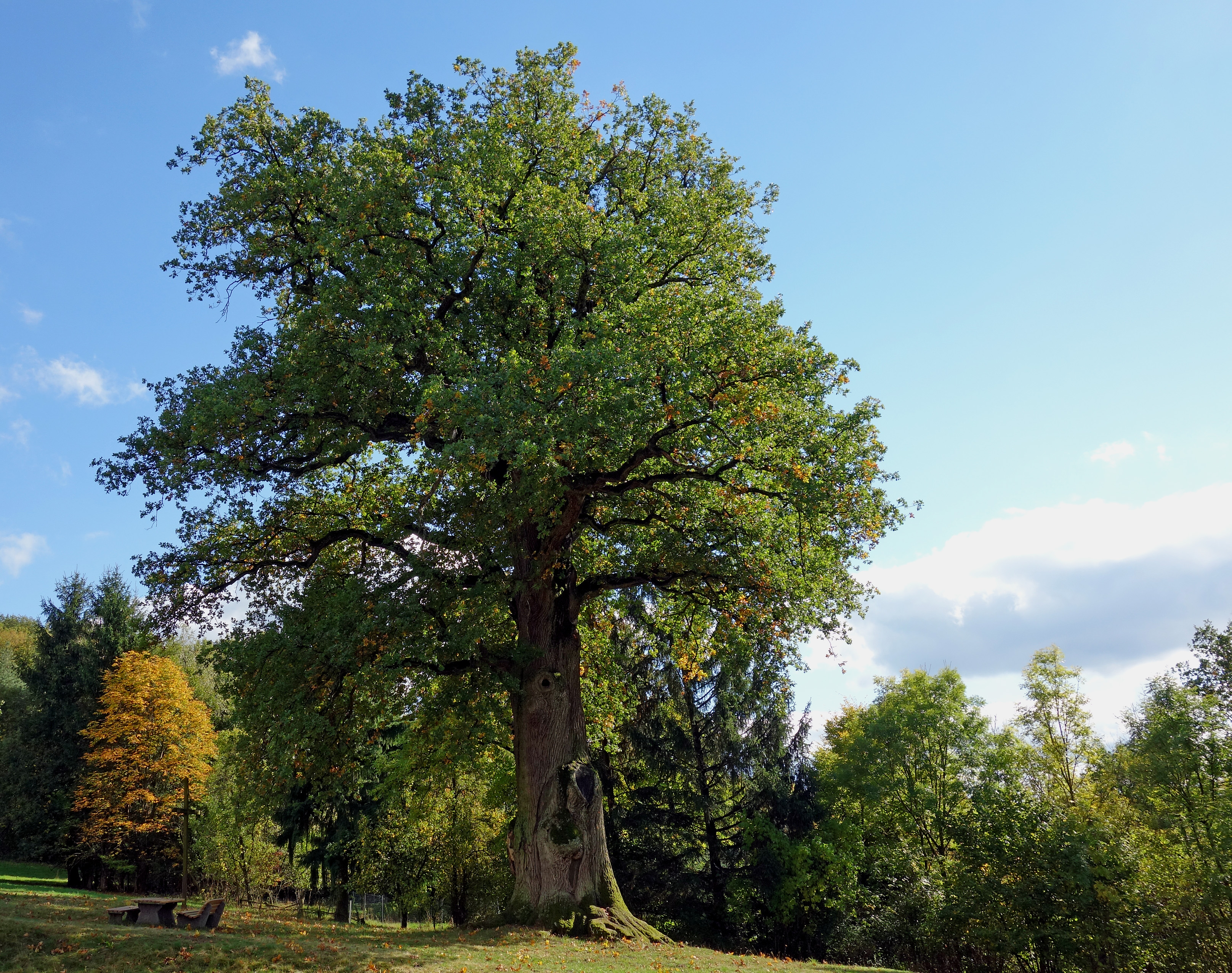
Kaisereiche

Ein Naturdenkmal ist die sogenannte Kaisereiche. Die Eiche soll der Sage nach zur Zeit Karls des Großen gepflanzt worden sein, weist jedoch Rindenmerkmale auf, die für ein Alter zwischen 600 und 800 Jahren sprechen. Der Baum gehört zu den 500 ältesten Bäumen Deutschlands und wurde auf die Liste der dicksten Eichen in Deutschland aufgenommen. Der Brusthöhenumfang beträgt 7,95 m (2015).

### Sage
Zwischen Geiselwind und Füttersee steht am Rande eines Feldes im Gebüsch ein Kreuzstein. An dieser Stelle soll ein Zimmermann erschlagen worden sein, weswegen man den Stein mit einer Axt verzierte. Der Fütterseer Müller Ulrich ging eines Tages diesen Weg nach Hause und fand am Wegesrand neben dem Stein einen Haufen glühender Kohlen. Der Müller dachte, das Feuer hätten Kinder angemacht, während sie dort ihre Tiere hüteten.
Er lief darauf zu und wollte mit einer der Kohlen seine Pfeife anzünden. Er holte eine aus der Glut und legte sie in den Pfeifenkopf. Die Kohle aber entzündete die Pfeife nicht und der Müller ging unverrichteter Dinge nach Hause. Als er aber dort seine Pfeife entzünden wollte, entdeckte er statt des Kohlestücks einen Dukaten im Pfeifenkopf liegen. Wenn er mit seinem Pfeifenkopf in der Kohle gewühlt hätte, wäre ihm ein Schatz erschienen, der ihm gehört hätte.

## Religion
Füttersee ist seit der Reformation evangelisch-lutherisch geprägt und Sitz der Pfarrei St. Laurentius.

## Bildung
Füttersee liegt heute im Sprengel der Drei-Franken-Grundschule im Hauptort Geiselwind und der Mittelschule Wiesentheid. Weiterführende Schulen können mit der Mädchenrealschule in Volkach, der Realschule Ebrach und mit der Realschule in Dettelbach besucht werden. Gymnasien gibt es in Münsterschwarzach (Egbert-Gymnasium), Volkach-Gaibach (Franken-Landschulheim Schloss Gaibach), Wiesentheid (Steigerwald-Landschulheim) und Kitzingen (Armin-Knab-Gymnasium). Bereits in Mittelfranken liegt das Gymnasium Scheinfeld.